# Ley de Reuniones Sediciosas
La Ley de Reuniones Sediciosas aprobada por el parlamento del británico en noviembre de 1795 fue la segunda ley del muy conocido movimiento conocido como los dos actos. Su finalidad es limitar el tamaño de las sesiones públicas a cincuenta personas. También se requiere un permiso del juez para dictar conferencias o abrir salas de debate donde se cobra la admisión y se discute sobre política.
Esta ley fue patrocinada por el primer ministro William Pitt (el Joven) con el propósito de combatir la difusión de las ideas propaladas por la Revolución Francesa.